# Liste der Naturdenkmale in Berg (Schussental)
| Naturdenkmale | Anzahl |
| ------------- | ------ |
| FND           | 4      |
| END           | 4      |
| Gesamt        | 8      |

Die Liste der Naturdenkmale in Berg nennt die verordneten Naturdenkmale (ND) der im baden-württembergischen Landkreis Ravensburg liegenden Gemeinde Berg. In Berg gibt es insgesamt 8 als Naturdenkmal geschützte Objekte, davon 4 flächenhafte Naturdenkmale (FND) und 4 Einzelgebilde-Naturdenkmale (END).
Stand: 31. Oktober 2016.

## Flächenhafte Naturdenkmale (FND)
| Name                                                   | Bild | Kennung     | Einzelheiten | Position | Fläche Hektar | Datum         |
| ------------------------------------------------------ | ---- | ----------- | ------------ | -------- | ------------- | ------------- |
| Quellhang unterhalb Kloster Kellenried                 | BW   | 84360130272 | Berg         | ⊙        | 0,5           | 1. Juli 1987  |
| Quelltümpel Neuachtal                                  | BW   | 84360130841 | Berg         | ⊙        | 0,2           | 1. Juli 1987  |
| Schloßpark Benzenhofen: 24 Linden, 2 Eichen, 2 Fichten | BW   | 84360130503 | Berg         | ⊙        | 0,0           | 12. Aug. 1970 |
| Tümpel Leimen östl. Stauden                            | BW   | 84360130271 | Berg         | ⊙        | 0,1           | 1. Juli 1987  |
| Legende für Naturdenkmal                               |      |             |              |          |               |               |

## Einzelgebilde (END)
| Name                                  | Bild | Kennung     | Einzelheiten | Position | Fläche Hektar | Datum         |
| ------------------------------------- | ---- | ----------- | ------------ | -------- | ------------- | ------------- |
| Linde in Möhris                       | BW   | 84360130504 | Berg         | ⊙        | 0,0           | 12. Aug. 1970 |
| Stieleiche im Horber Tobel            | BW   | 84360130506 | Berg         | ⊙        | 0,0           | 31. März 1980 |
| Stieleichen südl. des Hofgutes Kernen | BW   | 84360130505 | Berg         | ⊙        | 0,0           | 31. März 1980 |
| Wasserfall im Aicherstobel            | BW   | 84360130501 | Berg         | ⊙        | 0,0           | 31. Aug. 1937 |
| Legende für Naturdenkmal              |      |             |              |          |               |               |